# Fenestrulina pumicosa
Fenestrulina pumicosa är en mossdjursart som beskrevs av William Roy Branch och Hayward 2005. Fenestrulina pumicosa ingår i släktet Fenestrulina och familjen Microporellidae. Inga underarter finns listade i Catalogue of Life.